# グラディ・ブーチ

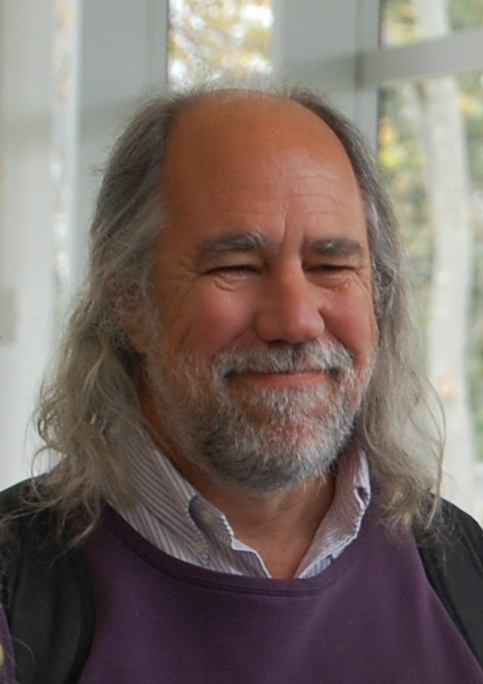
Grady Booch

グラディ・ブーチ (英: Grady Booch 、1955年2月27日 - ) は、アメリカ合衆国のソフトウェア技術者である。
ブーチは、ソフトウェア設計者であり、ソフトウェア開発方法論者であり、またデザインパターンなど、オブジェクト指向のソフトウェア工学の分野で活動している。
オブジェクト指向ソフトウェア開発方法論であるBooch法を開発した。
ソフトウェア開発のためのモデリング言語 UML (Unified Modeling Language; 統一モデリング言語) の開発において大きな役割を果たしている。
IBM のラショナル部門の主席技術者である。
また Addison Wesley Benjamin/Cummings シリーズの書籍の編集者でもある。

## 経歴
1955年にアメリカ合衆国テキサス州で生まれる。
1977年にアメリカ合衆国空軍士官学校を卒業し、1979年にカリフォルニア大学サンタバーバラ校で電気工学の修士号を取得した。
ブーチは、1981年にラショナルがカリフォルニア州サンタクララで企業として創立された時から現在に至るまで、主席技術者を務めている。
ラショナルが IBM に買収された後も、引続き IBM ラショナル部門に在籍している。
1995年に ACM フェローとなり、2003年にIBMフェローとなった。

社会的責任を考えるコンピュータ専門家の会 (CPSR; Computer Professionals for Social Responsibility) の会員である。
現在はマウイ島に在住。

## 業績

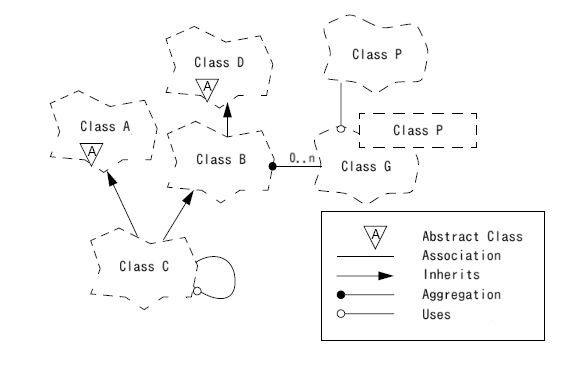
Booch法のクラス図

ブーチは、ソフトウェア設計、ソフトウェア開発方法論、デザインパターン、クラスライブラリ (Ada、C++) など、オブジェクト指向のソフトウェア工学の分野で業績が世界的に知られている。
なかでも、ジェームズ・ランボー、イヴァー・ヤコブソンなどの人々とともに UML (Unified Modeling Language; 統一モデリング言語) を開発したことが広く知られている (なおブーチを含めたこの3人は スリーアミーゴス として言及されることがある) 。
UML の最初期からの開発者の一人である。 
1980年代初めから、ブーチはソフトウェアのモジュール化による設計およびオブジェクト指向設計に取り組んできた。
この時期に情報技術の分野ではオブジェクト指向設計の概念が提唱され実践されはじめていた。
ブーチは、この頃からソフトウェア工学について論文を含め活発な執筆活動を行っている (#著書の節を参照) 。
ブーチはBooch法というオブジェクト指向ソフトウェア開発方法論を開発した。
著書『Booch法:オブジェクト指向分析と設計』でBooch法を説明している。
現在では、Booch法は他のオブジェクト指向ソフトウェア開発方法論と統合されて、モデル図の記法は UML に、開発方法論は Unified Process (UP) となっている。
- Booch法のモデル図の記法は、OMG のもとで、OMT や OOSE などの他のオブジェクト指向ソフトウェア開発方法論の記法と統合されて、UML として策定された。
- Booch法の開発方法論は、OMT および OOSE と統合されて、Unified Process (UP) となっている。

各方法論のモデル図を UML として統合する作業は、ブーチ、ジェームズ・ランボー、イヴァー・ヤコブソン、 ジェームズ・オデルなどの多くの人々の共同作業であった。
ラショナルは、Unified Process (UP) をもとにしてラショナル統一プロセス (RUP) を開発した。
Unified Process およびラショナル統一プロセスでは、モデリング言語として UML を採用している。
現在、UML は情報技術で広く普及している。
ラショナル統一プロセスを含む多くのソフトウェア開発方法論で、モデリング言語として採用されている。
ソフトウェア開発で使われる事例、情報技術の技術書で使われる事例が多い。
ブーチはまた、ラショナルのいくつかのソフトウェア製品の開発に参加している。

## 著書
- Software Engineering with Ada (3rd Edition), Doug Bryan との共著, Addison-Wesley Professional, 1993, ISBN 0805306080
- Software Components With Ada: Structures, Tools, and Subsystems, Benjamin-Cummings Publishing Company, 1991, ISBN 0805306099
- 『オブジェクトソリューション オブジェクト指向プロジェクトの管理』、石川克己 (訳) 、ピアソンエデュケーション、2002年、ISBN 4894716941
  - Object Solutions : Managing the Object-Oriented Project, Pearson Education, 1995, ISBN 0805305947
- 『Booch法:オブジェクト指向分析と設計 第2版』、山城明宏 (訳) 、田中博明 (訳) 、清水洋子 (訳) 、井上勝博 (訳) 、入江豊 (訳) 、アジソンウェスレイパブリッシャーズジャパン、1995年、ISBN 4795296545
  - Object-Oriented Analysis and Design with Applications (3rd Edition), Robert A. Maksimchuk, Michael W. Engel, Alan Brown, Jim Conallen, Kelli A. Houston, Robert Martin, James W. Newkirk との共著, Addison-Wesley Professional, 2004, ISBN 020189551X
- 『UMLユーザーガイド』、ジェームズ・ランボー、イヴァー・ヤコブソン との共著、羽生田栄一 (監訳) 、オージス総研オブジェクト技術ソリューション事業部 (訳) 、ピアソンエデュケーション、1999年、ISBN 4894711559
  - The Unified Modeling Language User Guide (2nd Edition), James Rumbaugh, Ivar Jacobson との共著, Addison-Wesley Professional, 2005, ISBN 0321267974
- 『UMLによる統一ソフトウェア開発プロセス オブジェクト指向開発方法論』、イヴァー・ヤコブソン、ジェームズ・ランボー との共著、日本ラショナルソフトウェア株式会社 (訳) 、藤井拓 (監修) 、翔泳社、2000年、ISBN 4881358367
  - The Unified Software Development Process, Ivar Jacobson, James Rumbaugh との共著, Addison-Wesley Professional, 1999, ISBN 0201571692
- 『UMLリファレンスマニュアル』、ジェームズ・ランボー、イヴァー・ヤコブソン との共著、石塚圭樹 (監訳) 、日本ラショナルソフトウェア株式会社 (訳) 、ピアソンエデュケーション、2002年、ISBN 4894712679
  - The Unified Modeling Language Reference Manual (2nd Edition), James Rumbaugh, Ivar Jacobson との共著, Addison-Wesley Professional, 2004, ISBN 0321245628